# Міколас Вайткус
 Міколас Вайткус  (лит. Mykolas Vaitkus; 27 жовтня 1883, Гаргждай — 20 травня 1973, Провіденс (Род-Айленд) — литовський поет і драматург, католицький священник.

## Життєпис
Навчався у прогімназії у Паланзі та у гімназії в Лієпаї.
1903 — поступив до Каунасської семінарії. Продовжив навчання у Санкт-Петербурзі в Духовній академії та в Інсбруку. З 1909 служив в Тельшяї.
У жовтні 1944 року виїхав із Литви. Жив у Австрії, Німеччині, з 1951 року в США.

## Творчість
Перший вірш опублікував у 1896 році. У своїй поезії Вайткус лірик, обмежений вузьким колом індивідуальних переживань. У його творчості потужні релігійні елементи. Він був один із найбільш талановитих представників литовського національного романтизму. У громадському відношення Вайткус — представник литовської клерикальної інтелігенції.